# Jurandyr Manfredini
Jurandyr Manfredini (21 de janeiro de 1905 - 1974) foi um médico psiquiatra brasileiro, formado em Medicina pela Universidade do Paraná, que atuou como diretor do Serviço Nacional de Doenças Mentais na década de 1950. Atualmente, é considerado como um dos personagens de grande destaque na fundação da Associação Brasileira de Psiquiatria (ABP) e há um Hospital municipal nomeado em sua homenagem, o Hospital Municipal Jurandyr Manfredini, em Jacarépaguá, Rio de Janeiro, RJ.

## Biografia
Após graduar-se em sua cidade natal, Piraí do Sul, PR, mudou-se para o Rio de Janeiro, em 1930, quando foi aprovado no concurso para oficiais do Exército e trabalhou como médico no Hospital Central do Exército. Em 1935, tornou-se assistente voluntário do Prof. Dr. Henrique Roxo, na Faculdade Nacional de Medicina da Universidade do Brasil, e, na mesma década, trabalhou como psiquiatra na Secção Nina Rodrigues do Hospital Psiquiátrico da Praia Vermelha, onde foi pioneiro no uso de convulsoterapia no país. A partir dessa experiência, em 1939, fez sua tese de doutoramento e livre docência (Subsídios para o Estudo Semiológico da Esquizofrenia, 1939), com a qual foi aprovado no Curso de Livre Docência da Faculdade Nacional de Medicina.
Entre 1944 e 1945, como capitão-médico, integrou a Força Expedicionária Brasileira (FEB) atuando na Segunda Guerra Mundial, na Campanha da Itália. Já psiquiatra destacado, fazia parte da equipe do Posto Avançado de Neuropsiquiatria da FEB, comandado por Mirandolino Caldas, também psquiatra do Exército.
Em 1950, tornou-se professor assistente do Prof. Dr. Maurício de Medeiros, diretor do Instituto de Psiquiatria da Universidade do Brasil (IPUB) à época. Quatro anos depois, em 16 de setembro de 1954, tornou-se diretor do Serviço Nacional de Doenças Mentais (SNDM), nomeado pelo então Ministro da Saúde Aramis Taborda de Athayde, onde permaneceu até 1956. Durante esse cargo, tomou como uma meta principal a tentativa de substituir o modelo manicomial, o modelo vigente e consagrado na época, pela assistência ambulatorial. Também vale destacar sua iniciativa de criar a Revista Brasileira de Saúde Mental (hoje, já extinta) e publicar o primeiro exemplar dessa, como forma de expandir a divulgação científica do SNDM e da psiquiatria brasileira.

## Publicações
Durante sua carreira, Manfredini publicou alguns livros relacionados à área Médica, tais quais:

Prof. Dr. Maurício Campos de Medeiros, colega de Jurandyr Manfredini no Instituto de Psiquiatria da Universidade do Brasil

- Prof. Dr. Maurício Campos de Medeiros, colega de Jurandyr Manfredini no Instituto de Psiquiatria da Universidade do BrasilFalando aos novos Médicos, MANFREDINI, J;
- Tratado de Farmacologia e Terapêutica, MANFREDINI, J e TRAD, PF;
- Também participou da elaboração de O Casamento - Psiquiatria Forense,[8] de Maurício de Medeiros.

## Arte

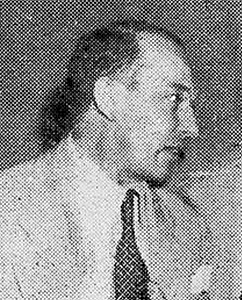
Raul Bopp, poeta entrevistado por Jurandyr Manfredini para a Gazeta do Povo, jornal paranaense

No campo das artes, segundo Regina Elena Saboia Iorio, em sua tese de doutorado Intrigas e novelas: literatos e literatura em Curitiba na década de 1920,  era pontado como "o futuro porta-voz oficial do movimento modernista paranaense" ou " um dos líderes do movimento modernista paranaense e defendia fortemente a liberdade artística atrelada ao movimento (em um de seus artigos à Gazeta do povo, Manfredini afirmara que "O único denominador comum que nos (referência aos modernistas paranaenses) identifica é a genuflexão à liberdade"). Apesar de não ter produzido notório material literário na poesia, teve poemas dedicados ao seu nome por poetas de vanguarda do movimento modernista à época, como Eu não posso dormir, de Octávio de Sá Barreto e Cartão de despedida, de Hermes Fontes, publicado na Gazeta do povo, cujos trechos foram citados na tabela abaixo. Jurandyr Manfredini era muito envolvido com os eventos culturais locais, particularmente com movimento modernista. Participou de diversos eventos de divulgação artística locais e participou, junto com Octávio de Sá Barreto e Correia Júnior, da organização da Festa de Arte, um evento de celebração da produção artística gaúcha, que ocorreu no Salão mourisco do Clube curitibano, em outubro de 1926. Também entrevistou escritores, como o poeta gaucho Raul Bopp, e escreveu artigos relacionados ao assunto para jornais paranaenses, como a Gazeta do Povo e o Comércio do Paraná
| Eu não Posso dormir Eu não posso dormir, o sono me fugiu... Treva compacta lambe-me o aposento como um leão famulento... Inferno desconsolador! O relógio apressado está batendo horas Que horas serão É meia noite... Eu não posso dormir: o sono me fugiu... Uma angústia voraz me oprime o coração minha fronte se inunda de suor... Duas horas... ...E ouço um funesto pio... A estalar como açoite, galopa o vento Inferno desconsolador! [...] | Cartão de despedida [...] E o Manfredini. o jovem boêmio O Jurandyr, ...eu "juro andar" De burgo em burgo de grêmio em grêmio. Onde encontrar aquele boêmio. Na redação...talvez num "bar". [...] |
| --- | --- |